# Gustaf-nagel-Areal

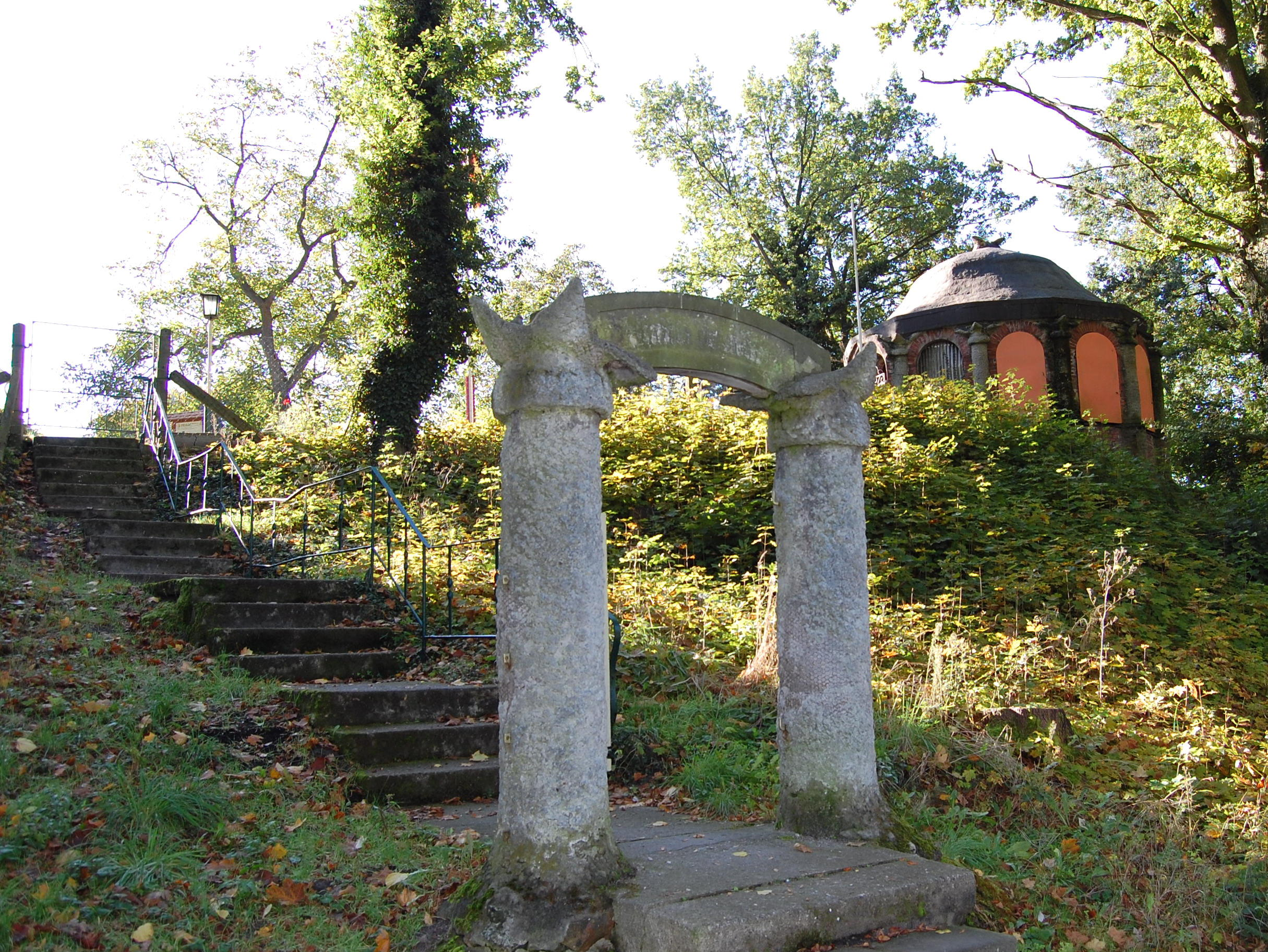
Pforte und Aufgang zur Kurhalle

Als gustaf-nagel-Areal (Eigenschreibweise: gustaf-nagel-areal) wird ein Gebiet am Südufer des Arendsees in Sachsen-Anhalt bezeichnet. Das zur Stadt Arendsee gehörende Gelände war die langjährige Wirkungsstätte des Lebensreformers Gustav Nagel (1874–1952). Nagel wirkte hier in der ersten Hälfte des 20. Jahrhunderts als Prediger, Heiler, Musiker und Gartenbaukünstler. Einige der von ihm errichteten Bauwerke sind in Resten vorhanden. Er trat für ein naturnahes Leben ein, war überzeugter Vegetarier und propagierte eine vereinfachte Orthographie nach Gehör. So schrieb er seinen Namen gustaf nagel.

## Erhaltene Bauwerke
Gänzlich erhalten ist die sogenannte Kurhalle, die um 1930 auf dem Steilufer des Sees entstand. Die polygonale Halle wurde aus Backstein errichtet. Die Kantensäulen sind expressionistisch gestaltet und aus Beton gefertigt. Zur Kurhalle führt ein Aufstieg durch eine kleine Pforte, die gleichfalls auf die Zeit Nagels zurückgeht.
Lediglich in geringen Resten ist der zwischen 1917 und 1930 entstandene, unmittelbar am Ufer des Sees gelegene Seetempel erhalten. Hierzu gehörte auch die sogenannte Tempelgrotte. Besser erhalten ist die 1928 für Nagels Mutter Luise angelegte Gedenknische.
Architektonisch gilt das Ensemble als interessantes frühes Beispiel organischer Kleinarchitektur.

## Geschichte
Nagel pachtete im Sommer 1903 zunächst unweit der Gärtnerei Pengel zwei Morgen Sandland, um dort ein Kneippbad einzurichten. Umgeben von einem Bretterzaun entstanden so ein Sonnen- und Brausebad, eine Liegewiese, eine Holzbaracke, mehrere Zelte, ein Taubenschlag, ein Reck und mehrere Schaukeln. In einem der Zelte stand ein Billardtisch. Es kam häufig zu Auseinandersetzungen mit der örtlichen Bevölkerung, die Nagel wegen einer als unmoralisch kritisierten Lebensweise anzeigte. Mehrmals kam es zu Zerstörungen der Anlagen.
1907 verließ Nagel den Arendsee und siedelte sich in Mardorf am Steinhuder Meer an. 1910 kehrte er jedoch nach Arendsee zurück und kaufte das später nach ihm benannte Areal, das er selbst paradisgarten oder garten eden nannte. Als Erstes errichtete der Künstler ein sogenanntes Seemannsgrab. Es war von einem Zaun aus Birkenstämmen umgeben und bestand aus Kreuz, Herz und Anker als Symbole für Glaube, Liebe und Hoffnung. Am 10. Juli 1910 fand auf dem Seegrundstück eine Einweihungsfeier statt. Nagel errichtete ein Harmoniumhaus, in dem das Harmonium gespielt wurde. Ein weiteres Gebäude dicht am Seeufer war das Schwanenhäuschen. Der um 1920 beendete Seetempel ruhte auf sieben Phallussäulen. Die Fenster waren mit unterschiedlich gefärbten Gläsern verglast. Die Eintritt zahlenden Besucher sollten von hier aus den Seeblick in verschiedenen Farben genießen können. Unter dem Tempel befand sich die Tempelgrotte. Gebaut war sie aus Beton, Schlacke, Muschelkalk und Felsbrocken. Rechts in der Grotte befand sich eine Darstellung des Kopfes von Otto von Bismarck. Darüber befand sich die Inschrift fürchtet got. Links war das ewige Feuer mit roten gezackten, von Holzkohlestücken umgebenen Blechstreifen dargestellt. Darüber waren mehrere Engelsköpfe angebracht, darunter stand die Inschrift sei deutsch.
1929 begann Nagel mit dem Bau seiner „Kurhalle“. Nach einem behördlicherseits zunächst verhängten Baustopp wandten sich Anwohner an die Verwaltung und forderten die sofortige Genehmigung und baldige Fertigstellung der Halle. In dem von 115 Arendseer Bürgern unterzeichnetem Brief wurden die positiven Auswirkungen der Aktivitäten Nagels auf die Stadt und den Fremdenverkehr angeführt. Tatsächlich erfolgte die Einweihung dann zu Weihnachten 1930.
In der Zeit des Nationalsozialismus wurde die Anlage 1935 erstmals von den Behörden geschlossen. Nagel erhielt ein Redeverbot und wurde von der Gestapo überwacht. 1942 wurden seine Bauten, der Garten und die dort aufgestellten Plastiken wiederholt von HJ-Marineschülern zerstört. Er selbst wurde ab Juli 1943 als „Schutzhäftling“ im KZ Dachau gefangen gehalten und 1944 in der Nervenheilanstalt Uchtspringe untergebracht. Er überlebte die nationalsozialistische Gewaltherrschaft und hielt sich ab Mai 1945 wieder auf dem Seegrundstück auf. Seinen Garten richtete er wieder her und fiel auch wieder durch politische Äußerungen auf. 1950 wurde er daraufhin erneut in die Nervenheilanstalt eingewiesen, die er trotz seiner Bemühungen nicht mehr verlassen durfte. Dort verstarb er 1952.
Bis 1990 wurde das Grundstück von der Stadt Arendsee verwaltet. Die Erben Gustav Nagels haben von ihrem Rückübereignungsrecht nach der Wiedervereinigung keinen Gebrauch gemacht. Das Areal wird zurzeit von dem im Jahr 1999 gegründeten gustaf nagel förderferein e. f. gestaltet, der sich um den Erhalt und die Instandsetzung der Anlage bemüht.